# Starbuck (Washington)
Starbuck az Amerikai Egyesült Államok északnyugati részén, Washington állam Columbia megyéjében elhelyezkedő város. A 2010. évi népszámlálási adatok alapján 129 lakosa van.

## Történet
A város névadója W. H. Starbuck, az Oregon Railroad and Navigation Company munkatársa. Starbuck 1905. szeptember 18-án kapott városi rangot.
Az 1910-ben megnyílt iskolát 1956-ban, míg a vasútállomást 1961-ben szüntették meg.

## Éghajlat
A város éghajlata szubtrópusi sztyeppe (a Köppen-skála szerint BSk).
| Hónap                         | Jan.  | Feb.  | Már.  | Ápr.  | Máj. | Jún. | Júl. | Aug. | Szep. | Okt.  | Nov.  | Dec.  | Év    |
| ----------------------------- | ----- | ----- | ----- | ----- | ---- | ---- | ---- | ---- | ----- | ----- | ----- | ----- | ----- |
| Rekord max. hőmérséklet (°C)  | 17,8  | 21,1  | 26,7  | 35,0  | 37,8 | 45,0 | 43,3 | 45,0 | 40,0  | 33,3  | 24,4  | 21,1  | 45,0  |
| Átlagos max. hőmérséklet (°C) | 3,9   | 7,8   | 12,8  | 17,2  | 21,7 | 26,7 | 32,2 | 31,1 | 25,6  | 17,8  | 8,3   | 2,8   | 17,4  |
| Átlagos min. hőmérséklet (°C) | −3,3  | −2,8  | −0,6  | 2,2   | 5,0  | 8,3  | 11,1 | 11,1 | 6,7   | 1,7   | −1,1  | −4,4  | 2,9   |
| Rekord min. hőmérséklet (°C)  | −33,9 | −33,9 | −21,1 | −12,8 | −7,2 | −2,8 | −0,6 | −2,2 | −9,4  | −16,1 | −30,0 | −36,7 | −36,7 |
| Átl. csapadékmennyiség (mm)   | 49    | 35    | 42    | 35    | 32   | 23   | 9    | 9    | 12    | 28    | 51    | 56    | 381   |
| Forrás: The Weather Channel   |       |       |       |       |      |      |      |      |       |       |       |       |       |

## Népesség
A 2010-es népszámláláskor a városnak 129 lakója, 73 háztartása és 38 családja volt. A népsűrűség 252,9 fő/km2. A lakóegységek száma 91, sűrűségük 178,4 db/km2. A lakosok 90,7%-a fehér,  0,8%-a indián,   4,7%-a egyéb, 1,6%-a pedig kettő vagy több etnikumú. A spanyol vagy latino származásúak aránya 2,3% (   )
A háztartások 13,7%-ában élt 18 évnél fiatalabb. 42,5% házas, 5,5% egyedülálló nő, 4,1% egyedülálló férfi, 47,9% pedig nem család. 42,5% egyedül élt; 20,5%-uk 65 éves vagy idősebb. Egy háztartásban átlagosan 1,77 személy élt; a családok átlagmérete 2,32 fő.
A medián életkor 58,1 év volt. A város lakóinak 10,9%-a 18 évesnél fiatalabb, 0,7% 18 és 24 év közötti, 16,4%-uk 25 és 44 év közötti, 38%-uk 45 és 64 év közötti, 34,1%-uk pedig 65 éves vagy idősebb. A lakosok 50,4%-a férfi, 49,6%-a pedig nő.

## Fordítás
- Ez a szócikk részben vagy egészben  a   Starbuck, Washington című angol Wikipédia-szócikk ezen változatának fordításán alapul.  Az eredeti cikk szerkesztőit annak laptörténete sorolja fel. Ez a jelzés csupán a megfogalmazás eredetét és a szerzői jogokat jelzi, nem szolgál a cikkben szereplő információk forrásmegjelöléseként.